# Liste der Wetterkatastrophen von 2019 mit einer Schadenssumme von mehr als einer Milliarde US-Dollar
Diese Liste der Wetterkatastrophen von 2019 mit einer Schadenssumme von mehr als einer Milliarde US-Dollar nennt 40 Naturkatastrophen, für die  Aon Benfield eine Schadenssumme von mehr als einer Milliarde US-Dollar ermittelt hat und bei denen das Wetter Ursache der Schäden war. Seitdem diese Aufstellungen im Jahr 1990 begonnen wurden, haben sich durchschnittlich jährlich 28 Naturkatastrophen ereignet, die eine Schadenssumme von mehr als einer Milliarde US-Dollar verursachten. Von den 40 Wetterkatastrophen entfallen acht auf Dürren – mehr als je zuvor seit 1990 – und bei einer handelte es sich um einen Waldbrand. Elf waren Unwetterereignisse wie Hagel, Tornado und Sturm, (ohne tropische Wirbelstürme), zehn waren Überschwemmungen nach umfangreichen Regenfällen und bei acht handelte es sich um die Folgen tropischer Wirbelstürme. Nach diesen Berechnungen beläuft sich der gesamte volkswirtschaftliche Schaden der 409 signifikanten Naturkatastrophen von 2019 auf 232 Milliarden US-Dollar. Der größte Teil davon – 229 Milliarden US-Dollar – wurde durch Wetterkatastrophen verursacht, und er liegt 17 % über dem Durchschnittswert von 2000 bis 2019.
14 dieser Wetterkatastrophen betrafen das Gebiet der Vereinigten Staaten, vier das der Volksrepublik China, und auf Europa entfielen sechs Ereignisse.
Den Angaben in der Katastrophendatenbank EM-DAT zufolge verzeichneten 2019 sieben Staaten neue Höchstwerte für Schäden durch Wetterkatastrophen.
Die Zahl der durch Naturkatastrophen getöteten Personen war 2019 mit rund 11.000 deutlich niedriger als der langjährige Durchschnitt (2000–2018) von 64.600 Toten. Die Wetterkatastrophe mit den meisten direkten Toten waren die Monsunfluten in Indien mit 1750.
| Rang | Ereignis                                                      | Gebiet                                                                            | Zeitraum                  | Schadenssumme in Mrd. USD | Opferzahl |
| ---- | ------------------------------------------------------------- | --------------------------------------------------------------------------------- | ------------------------- | ------------------------- | --------- |
| 1    | Taifun Hagibis                                                | Japan                                                                             | 6.–12. Oktober            | 15                        | 99        |
| 2    | Überschwemmungen in der Volksrepublik China 2019              | Volksrepublik China                                                               | 1. Juni bis 1. August     | 15                        | 300       |
| 3    | Hurrikan Dorian                                               | Bahamas, Ostküste der Vereinigten Staaten, Kanadische Seeprovinzen                | 25. August–7. September   | 15                        | 83        |
| 4    | Taifun Faxai                                                  | Japan                                                                             | 7.–9. September           | 10                        | 3         |
| 5    | Monsunfluten in Indien 2019                                   | Indien, Bangladesch                                                               | 1. Juni bis 5. Oktober    | 10                        | 1750      |
| 6    | Überschwemmungen im Mississippi-Becken                        | Mitte und Osten der Vereinigten Staaten                                           | 1. Mai bis 31. Juli       | 10                        | 0         |
| 7    | Überschwemmungen im Missouri-Becken                           | Mittlerer Westen der Vereinigten Staaten                                          | 1. Mai bis 31. Juli       | 10                        | 0         |
| 8    | Taifun Lekima                                                 | Philippinen, China, Japan                                                         | 6.–13. August             | 9,5                       | 101       |
| 9    | Überschwemmungen im Iran                                      | Iran                                                                              | März–April                | 8,3                       | 77        |
| 10   | Zyklon Fani                                                   | Indien, Bangladesch                                                               | 3.–5. Mai                 | 8,1                       | 89        |
| 11   | Dürre                                                         | Volksrepublik China                                                               | Januar–Dezember           | 8                         |           |
| 12   | Buschbrände in Australien                                     | Victoria, New South Wales, Queensland, Tasmanien                                  | 8. November–31. Dezember  | 5,0                       | 29        |
| 13   | Unwetter                                                      | Rocky Mountains, Great Plains, Mittlerer Westen, Südosten der Vereinigten Staaten | 27.–30. Mai               | 4,5                       |           |
| 14   | Tropischer Sturm Imelda                                       | Texas, Louisiana                                                                  | 17.–20. September         | 3,5                       | 5         |
| 15   | Aqua alta und Unwetter (Schirocco-Ereignis), Überschwemmungen | Venedig, Norditalien, Österreich                                                  | 11.–19. November          | 3,5                       | 3         |
| 16   | Zyklon Bulbul                                                 | Indien und Bangladesch                                                            | 8.–11. November           | 3,4                       | 72        |
| 17   | Unwetter                                                      | Great Plains un Südosten der Vereinigten Staaten                                  | 20.–21. Oktober           | 2,7                       | 4         |
| 18   | Zyklon Idai                                                   | Mosambik, Simbabwe, Malawi                                                        | 3.–18. März               | 2,7                       | 1303      |
| 19   | Überschwemmungen in Spanien 2019                              | Spanien                                                                           | 11.–15. September         | 2,5                       | 7         |
| 20   | Überschwemmungen                                              | Argentinien und Uruguay                                                           | 1.–20. Januar             | 2,3                       | 5         |
| 21   | Überschwemmungen                                              | China                                                                             | 18.–21. August            | 2,3                       | 45        |
| 22   | Dürre                                                         | Chile                                                                             | Januar bis Dezember       | 2                         |           |
| 23   | Überschwemmungen in Australien 2019                           | Australien                                                                        | 28. Januar bis 7. Februar | 1,9                       | 3         |
| 24   | Unwetter                                                      | Great Plains, Mittlerer Westen der Vereinigten Staaten                            | 23.–25. März              | 1,8                       | 0         |
| 25   | Dürre                                                         | Indien                                                                            | ganzjährig                | 1,75                      |           |
| 26   | Dürre und Hitzewelle in Europa                                | Westeuropa, Mitteleuropa                                                          | Juni bis August           | 1,7                       | unbekannt |
| 27   | Dürre                                                         | Spanien                                                                           | ganzjährig                | 1,7                       |           |
| 28   | Orkan Eberhard                                                | Westeuropa, Mitteleuropa                                                          | 3. Oktober                | 1,6                       | 2         |
| 29   | Unwetter                                                      | Great Plains, Mittlerer Westen, Südosten der Vereinigten Staaten                  | 4.–10. Mai                | 1,5                       | 1         |
| 30   | Dürre                                                         | Vereinigte Staaten                                                                | ganzjährig                | 1,5                       |           |
| 31   | Dürre                                                         | Australien                                                                        | ganzjährig                | 1,4                       |           |
| 32   | Unwetter                                                      | Mitte und Osten der Vereinigten Staaten                                           | 22.–26. Februar           | 1,4                       | 4         |
| 33   | Unwetter                                                      | Great Plains, Mittlerer Westen, Südosten und Nordosten der Vereinigten Staaten    | 12.–15. April             | 1,3                       |           |
| 34   | Überschwemmungen                                              | Frankreich, Italien                                                               | 21.–24. November          | 1,2                       | 9         |
| 35   | Überschwemmungen                                              | Indonesien                                                                        | 31. Dezember–3. Januar    | 1,15                      | 30        |
| 36   | Unwetter                                                      | Rocky Mountains und Great Plains der Vereinigten Staaten                          | 4.–5. Juli                | 1,75                      |           |
| 37   | Unwetter                                                      | Mitteleuropa                                                                      | 10.–12. Juni              | 1,1                       | 0         |
| 38   | Dürre                                                         | Uruguay                                                                           | ganzjährig                | 1,1                       |           |
| 39   | Unwetter                                                      | Great Plains, Mittlerer Westen und Südosten der Vereinigten Staaten               | 12.–17. März              | 1,0                       | 5         |
| 40   | Unwetter                                                      | Great Plains und Mittlerer Westen der Vereinigten Staaten                         | 16./17. Mai               | 1,0                       |           |

## Belege
1. 1 2 3  Jeff Masters: Earth’s 40 Billion-Dollar Weather Disasters of 2019: 4th Most Billion-Dollar Events on Record. In: Eye of the Storm. Scientific American, 22. Januar 2020, abgerufen am 31. Mai 2020 (englisch).
2. ↑  Münchener Rück nennt 820 relevante Ereignisse und gibt den wirtschaftlichen Gesamtschaden aller Naturkatastrophen von 2019 mit 150 Milliarden US-Dollar an, etwas mehr als den zehnjährigen Durchschnitt von 187 Milliarden US-Dollar; 52 Milliarden US-Dollar davon waren versichert. 45 % der Wetterschäden entfielen auf tropische und nichttropische Stürme. Münchener Rück hat 33 Ereignisse mit jeweiliger Schadenshöhe von über einer Milliarde US-Dollar festgestellt.
3. ↑  Petra Löw: Tropical cyclones cause highest losses. Münchener Rück, 9. Januar 2020, abgerufen am 25. Mai 2020 (englisch).